# Municipio de Green (condado de Noble)
El municipio de Green (en inglés: Green Township) es un municipio ubicado en el condado de Noble en el estado estadounidense de Indiana. En el año 2010 tenía una población de 2123 habitantes y una densidad poblacional de 22,75 personas por km².

## Geografía
El municipio de Green se encuentra ubicado en las coordenadas 41°18′4″N 85°22′30″O / 41.30111, -85.37500. Según la Oficina del Censo de los Estados Unidos, el municipio tiene una superficie total de 93.33 km², de la cual 92,37 km² corresponden a tierra firme y (1,02 %) 0,95 km² es agua.

## Demografía
Según el censo de 2010, había 2123 personas residiendo en el municipio de Green. La densidad de población era de 22,75 hab./km². De los 2123 habitantes, el municipio de Green estaba compuesto por el 96,23 % blancos, el 1,51 % eran afroamericanos, el 0,85 % eran amerindios, el 0,14 % eran asiáticos, el 0,52 % eran de otras razas y el 0,75 % eran de una mezcla de razas. Del total de la población el 1,27 % eran hispanos o latinos de cualquier raza.